# Station Fallersleben
Station Wolfsburg-Fallersleben (Bahnhof Fallersleben) is een spoorwegstation in de Duitse plaats Fallersleben, een stadsdeel van Wolfsburg in de deelstaat Nedersaksen. Het station ligt aan de doorgaande spoorlijn Berlijn - Lehrte, ook takt hier de spoorlijn naar Weddel af.

## Indeling
Het station beschikt over twee eilandperrons, die niet zijn overkapt maar voorzien van abri's. De perrons zijn te bereiken vanaf een voetgangersbrug, voorzien van liften, die ook de straten Bahnhofstraße en Hafenstraße verbindt. Aan beide zijde van het station bevinden zich parkeerterreinen en fietsenstallingen. De dichtstbijzijnde bushalte bevindt zich aan de noordzijde in de straat Hafenstraße.
De perronsporen 1 en 2 liggen aan de doorgaande spoorlijn en deze zijn deels afgestreept uit oogpunt van de veiligheid, omdat hier de baanvaksnelheid 200 km/h is.

## Verbindingen
De volgende treinseries doen het station Fallersleben aan:
| Serie | Treinsoort              | Route                                                            | Bijzonderheden |
| ----- | ----------------------- | ---------------------------------------------------------------- | -------------- |
| RE 30 | Regional-Express (enno) | Hannover Hbf – Lehrte – Gifhorn – Fallersleben – Wolfsburg Hbf   |                |
| RE 50 | Regional-Express (enno) | Hildesheim Hbf – Braunschweig Hbf – Fallersleben – Wolfsburg Hbf |                |